# 穴守駅
穴守駅（あなもりえき）は、東京都蒲田区羽田穴守町（現・大田区羽田空港）にあった、京浜電気鉄道穴守線（現・京浜急行電鉄空港線）の駅である。

## 概要
穴守稲荷神社への参拝客を見込んで京浜電気鉄道が敷設した穴守線の終着駅である。最初の開業時点では穴守稲荷神社とは海老取川を挟んで対岸に位置したが、その後海老取川を渡り鳥居前まで延伸されている。
第二次世界大戦後、GHQが飛行場（現在の東京国際空港）を拡張するために海老取川以東の土地を接収した結果、その中にあった当駅は休止となり、復活しないまま廃止された。現在、跡地は空港敷地内のB滑走路南端付近にあたり、鉄道施設の痕跡はない。

### 沿革
- 1902年（明治35年）6月28日 - 現在の天空橋付近（現羽田5丁目）に初代穴守駅が開業[2]。
- 1913年（大正2年）12月31日 - 終点側に800m移転[3]。初代穴守駅の跡地には翌年に羽田駅（1915年に稲荷橋駅に改名。現・穴守稲荷駅）が設置される。
- 1917年（大正6年）9月30日 - 台風が来襲、大津波によって全壊に近い被害を受ける[4]。
- 1945年（昭和20年）9月27日 - GHQの穴守線接収により、稲荷橋 - 当駅間営業休止[5]。
- 1952年（昭和27年）10月31日 - 接収の解除・返還。
- 1956年（昭和31年）4月20日 - 休止区間のうち穴守稲荷（同日、稲荷橋駅から改称） - （旧）羽田空港間を復活させるが、当駅は休止のままとなった。
- 1971年（昭和46年）1月24日 - 残る休止区間の羽田空港 - 当駅間を正式に廃止[6]。

## 隣の駅
京浜急行電鉄（休止時点では東京急行電鉄）
空港線（休止時点では穴守線）
穴守稲荷駅（休止時点では稲荷橋駅） - （羽田空港駅 ※初代。休止時点では存在せず） - 穴守駅